# Валиго, Абрахам
Абрахам Нкалубо Валиго (англ. Abraham Nkalubo Waligo; 28 июля 1928 — 6 марта 2000, Komamboga, Уганда) — угандийский государственный деятель, премьер-министр Уганды (1985—1986).

## Биография
Изучал электротехнику в Южной Африке и Великобритании и по завершении обучения в 1955 году стал первым дипломированным инженером-электриком в Восточной и Центральной Африке.
После двух лет профессиональной подготовки в различных электроэнергетических компаниях в Великобритании в 1957 году он вернулся на родину и был назначен главным инженером департамента электроэнергетики.
В 1969 году он создаёт инженерное бюро. Являлся одним из учредителей Союза инженеров и создателем системы высшего образования по этой специальности. Позже работал Генеральным директором авиакомпании Uganda Airlines.
В правительстве страны занимал должности министра жилищного строительства и городского развития и министра финансов.
В 1985—1986 годах — премьер-министр и министр финансов Уганды.